# Anisodes palirrhoea
Anisodes palirrhoea là một loài bướm đêm trong họ Geometridae.